# Gerenday Béla
Gerenday Béla, (Pest, 1863. december 13. – Budapest, 1936. szeptember 10.) magyar szobrász. Gerenday Antal szobrász fia.

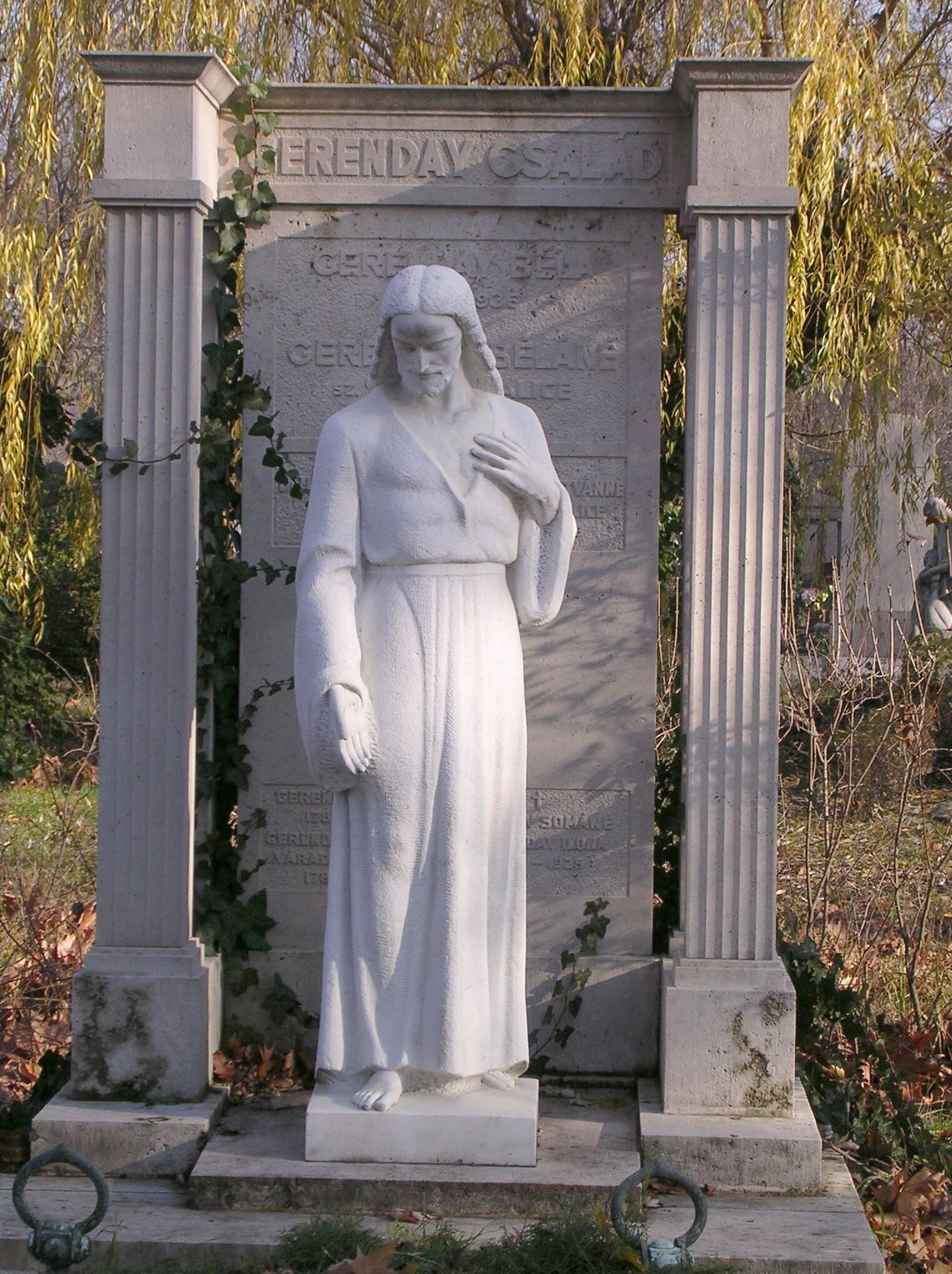
Sírja a Fiumei úti sírkertben

## Életpályája
Apja, Gerenday Antal kőfaragó, szobrász, a Mintarajziskolába íratta be, ahol Huszár Adolf volt a mestere. Ezután Milánóban három évig dolgozott Francesco Barzaghi műtermében, egyidejűleg a Brera Akadémia előadásait is látogatta. Milánóból Carrarába, a márvány tulajdonképpeni hazájába utazott, és itt fejezte be első művét, a Fürdő gyermeket, amely az 1885. évi országos kiállításon volt látható a Régi Műcsarnokban, majd a kiállítás bezárása után Klotild főhercegasszony gyűjteményébe került. Gerenday Béla később apja figurális és ornamentális márványműgyárának vezetését is átvette, de az apa halála után (1887) is a cég mindvégig Gerenday Antal és fia néven volt bejegyezve. Számos köztéri művet és temetői síremléket készített megrendelésre, eleinte még apjával együtt historikus stílusban, lírai hangvétellel. A szobrászati alkotások kivitelezéséből is igen kivette részét a Gerenday Antal és fia nevű cég.
Fia, ifjabb Gerenday Antal (1900–1983) építész lett, és 1936-ban átvette a vállalkozás vezetését. Perui származású feleségével (Rosita Pardo Althaus) a háború után Peruban telepedett le, s a Gerenday Antal és fia cég vezetését dr. Lukácsy Istvánné Gerenday Alice, a húga vette át, annak 1949/1952. évi államosításáig.

## Művei (válogatás)
- Kossuth-szobor, Monor
- Honvédemlék, Nagykáta
- Síremlékek a Fiumei úti sírkertben
- 1896. Kossuth-szobor, Bihar-Diószeg
- 1898. Kossuth-szobor, Bihar-Torda.
- 1899. Kossuth Lajos mellszobra, Tenke, Bihar vármegye
- 1899. Kossuth Lajos szobor, Balatonkenese, az ország második köztéri Kossuth szobra
- 1908. Kossuth-szobor, Bihar-Sarkad
- 1910. Török Péter református püspök síremléke, Kolozsvár, Házsongárdi temető
- 1930. Emléktábla a 4. huszárezred tiszteletére (Szeged)